# 회상 (1997년 영화)
《회상》(영어: Afterglow)은 미국에서 제작된 앨런 루돌프 감독의 1997년 코미디 드라마 영화이다. 닉 놀티, 줄리 크리스티 등이 출연하였고, 로버트 올트먼 등이 제작에 참여하였다.
크리스티는 이 영화를 통해 1998년 제70회 아카데미상 여우 주연상 후보에 지명되었다.

## 출연진
- 닉 놀티
- 줄리 크리스티
- 라라 플린 보일
- 조니 리 밀러
- 제이 언더우드
- 도미니 블라이스
- 엘런 데이비드

## 기타 제작진
- 공동 제작: 제임스 매클린던
- 협력 제작: 리베카 모턴
- 미술: 프랑수아 세갱